# Господарят на желанията 3: Портите на ада
„Господарят на желанията 3: Портите на ада“ (на английски: Wishmaster 3: Beyond the Gates of Hell) е американски филм на ужасите от 2001 г.

## Сюжет
Внимание:  Текстът по-долу разкрива сюжета на произведението (или части от него)!
Студентката Даяна Колинс изучава старинен артефакт – дяволски камък. Тя случайно освобождава затворения в него джин. Само трите желания на Даяна може да спасят света от унищожение.

## Актьорски състав
- Джон Новак – Джинът
- Ей Джей Кук – Даяна Колинс
- Джейсън Конъри – проф. Джоел Бараш
- Тобиас Мелър – Грег Янсен
- Луисет Гейс – Кейти Йорк
- Арън Смолински – Били Матюс